# Kurt Wellenkamp
Kurt Clamor Wellenkamp (* 30. Januar 1903 in Osterholz; † 1984) war ein deutscher Verwaltungsjurist und Ministerialbeamter.

## Werdegang
Wellenkamp wurde als Sohn des Magistratsrats Bruno Wellenkamp geboren. Er studierte Rechtswissenschaft in Heidelberg, Tübingen, München und Göttingen. Von 1933 bis 1934 war er Regierungsrat im Preußischen Finanzministerium. Von 1934 bis 1945 Landrat im pommerschen Landkreis Cammin und kommissarisch im Landkreis Franzburg-Barth. Nach einer kurzen Zeit als Richter am Verwaltungsgericht Hannover im Jahr 1950 wurde er nach Gründung der Bundesrepublik im Rang eines Ministerialrates Leiter der Rechtsabteilung im Bundesministerium für Angelegenheiten des Bundesrates.

## Ehrungen
- 1967: Großes Verdienstkreuz der Bundesrepublik Deutschland